# Tramwaje w prowincji Hainaut
Tramwaje w prowincji Hainaut – nieistniejący już system tramwaju międzymiastowego w belgijskiej prowincji Hainaut. 

## Historia
Miejskie tramwaje w Charleroi uruchomiono w 1881 r., a pierwsze linie do okolicznych miejscowości w 1887 r. W latach 50. XX wieku rozpoczęto zastępowanie linii tramwajowych autobusowymi, a w latach 70. XX wieku część linii w Charleroi przebudowano na premetro. 29 sierpnia 1993 r. tramwaj ostatniej kursującej jeszcze linii po raz ostatni zjechał do zajezdni. 